# 朱行中
朱行中（1889年—1969年），字杏莊，江蘇省常州府金匱縣人，宣統二年進士。夫人杨文通（1890年-1958年），无锡人。

## 生平
1907年入学北洋大學堂採礦工程系甲班，該班为三年制，共招生七人：王正黼、王均豪、朱行中、水崇遜、盧方年、黃保傅、馮譽臻。
宣統二年十一月初九日己酉（1910年12月10日），賞給進士出身，改翰林院庶吉士。
民國3年（1914年）3月12日，任農商部礦務監督署技正 。
民國3年（1914年）4月2日，派農商部鑛務監督署技正 兼 農商部礦務監督署第一區礦務監督署辦事員。
民國11年（1922年）7月18日，調用直隸實業廳主事 。
民國12年（1923年）2月2日，派兼農商部技監廳辦事 。
民國12年（1923年）5月11日，署理農商部鑛政司第二科技士 。
民國17年（1928年）3月8日，任實業部僉事 。
民國18年（1929年），派為河北省政府單行法規編審委員會兼任委員。

## 著作
《河北各礦概要》，朱行中著，中國礦冶工程學會，1932。簡介:原載1932年2月至1934年6月的《礦冶》雜誌。